# Château de Mathieu (Calvados)
Pour les articles homonymes, voir Mathieu.
Le château de Mathieu, autrefois appelé château Saint-ouen est situé à proximité de Caen en Normandie, sur la commune de Mathieu dans le département du Calvados. Il a été la demeure de deux éminents scientifiques à la fois géologues et paléontologues.

## Localisation
Le château est situé à la Capelle, le plus ancien quartier de la commune de Mathieu (Calvados).

## Historique
Le domaine de Saint-Ouen à Mathieu a été acheté en 1641 par un membre de la famille de Fresnel, famille anoblie depuis 1523.
Le château actuel est construit au  milieu du XVIIIe siècle par un des marquis de Fresnel et reste en la possession de la famille jusqu'à la Révolution qui le déclare bien national. La petite fille du marquis Pierre François de Fresnel, récupère  la moitié du domaine et son époux rachète l'autre moitié. Mais tout est revendu  dès les premières années du XIXe siècle.
En 1813 la propriété est achetée par Jacques-Mathieu Danjon. Dès lors elle  passe par alliance à Eugène Eudes-Deslongchamps titulaire d'une chaire de paléontologie et de géologie, à l'université de Caen et créateur du laboratoire maritime de Luc-sur-Mer. Par son mariage avec la fille d'E.E.Deslongchamps, Alexandre Bigot, géologue qui publie de nombreux travaux dont « L'esquisse géologique et morphologique de Basse-Normandie », devient à son tour propriétaire du Château. Ce dernier reste encore à ce jour en possession des descendants de la famille Bigot.
Pendant la Seconde Guerre mondiale les Allemands s'installent dans la propriété. Quand les Anglais débarquent sur les plages toutes proches le 6 juin 1944, le   centre du village de Mathieu ne subit que peu de dégâts, les combats se déroulant plus au sud vers le hameau du Mesnil, Cambes, le Londel et Caen. Comme le village de Mathieu sert de centre médical et de base pour la préparation des opérations, le château est occupé par les Anglais qui y entretiennent les camions militaires. Les cartes géologiques établies par Alexandre Bigot sont utilisées par les alliés pour repérer les endroits où s'approvisionner en eau. Le 28 juin 1944 le Maréchal Montgomery en personne arrive au château pour superviser la préparation de la prise de la poche de Falaise.

## Description
En hiver le château est visible de la voie de Périers-sur-le-Dan à Mathieu au bout d'une double rangée de grands arbres perpendiculaire à cette route. Une allée privée transversale mène à l'entrée défendue par un portail en fer forgé  assorti d'un saut-de-loup .
Le corps de logis est un bâtiment  du XVIIIe siècle semblable aux nombreux châteaux ou manoirs édifiés à cette époque autour de Caen. Construit sur un plan rectangulaire il respecte les principes de rigueur, symétrie et sobriété prônés par Jacques-François Blondel pour les demeures de particuliers à la campagne. Le bâtiment  comporte deux niveaux d'habitation au-dessus d'un sous-sol semi-enterré. Les deux façades principales s'ordonnent autour d'une travée centrale couronnée par un fronton triangulaire orné d'un disque. L'encadrement de pierre autour de cette travée donne l'illusion de l'existence d'un avant-corps.

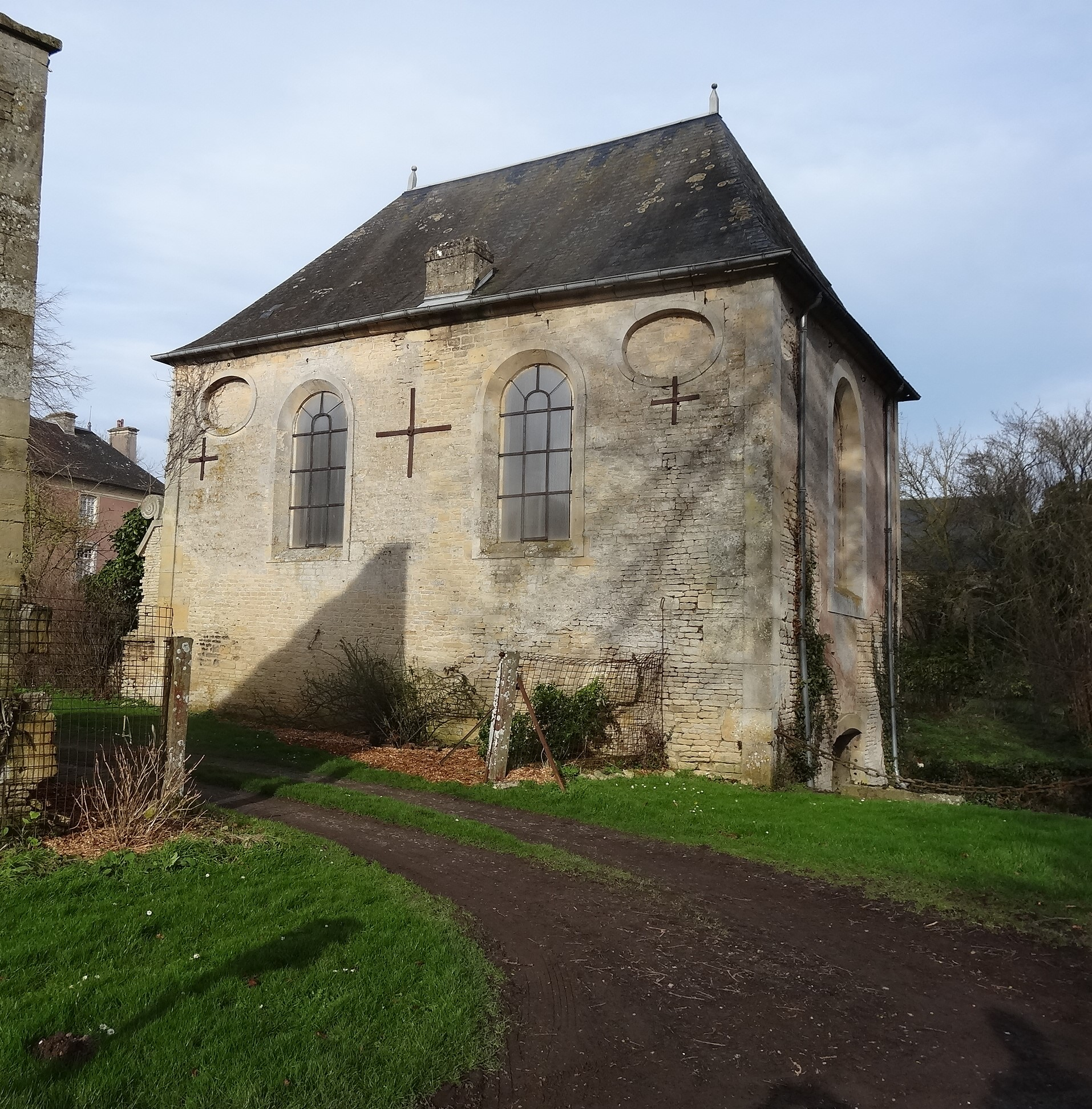
La chapelle.
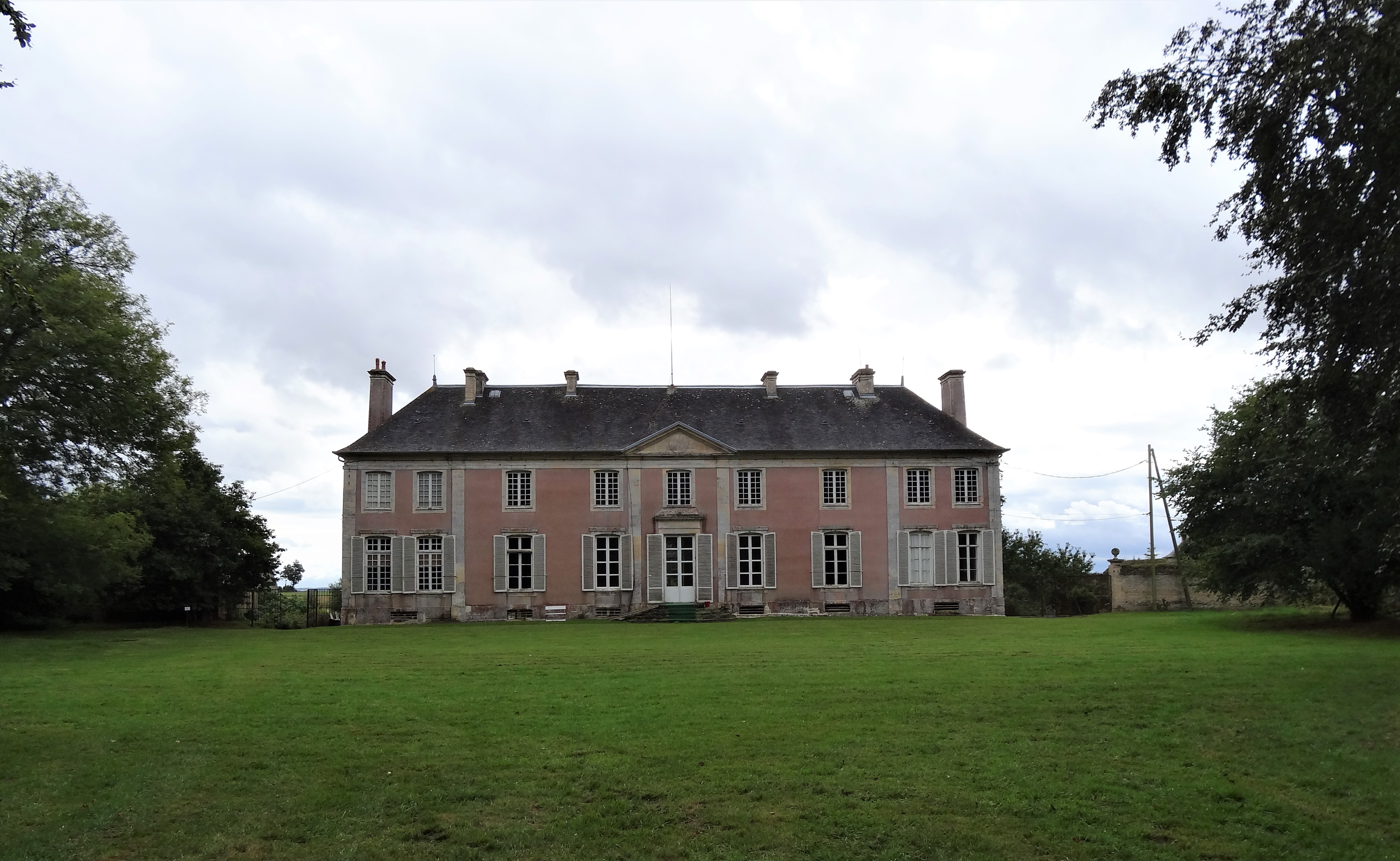
façade nord-ouest du château.
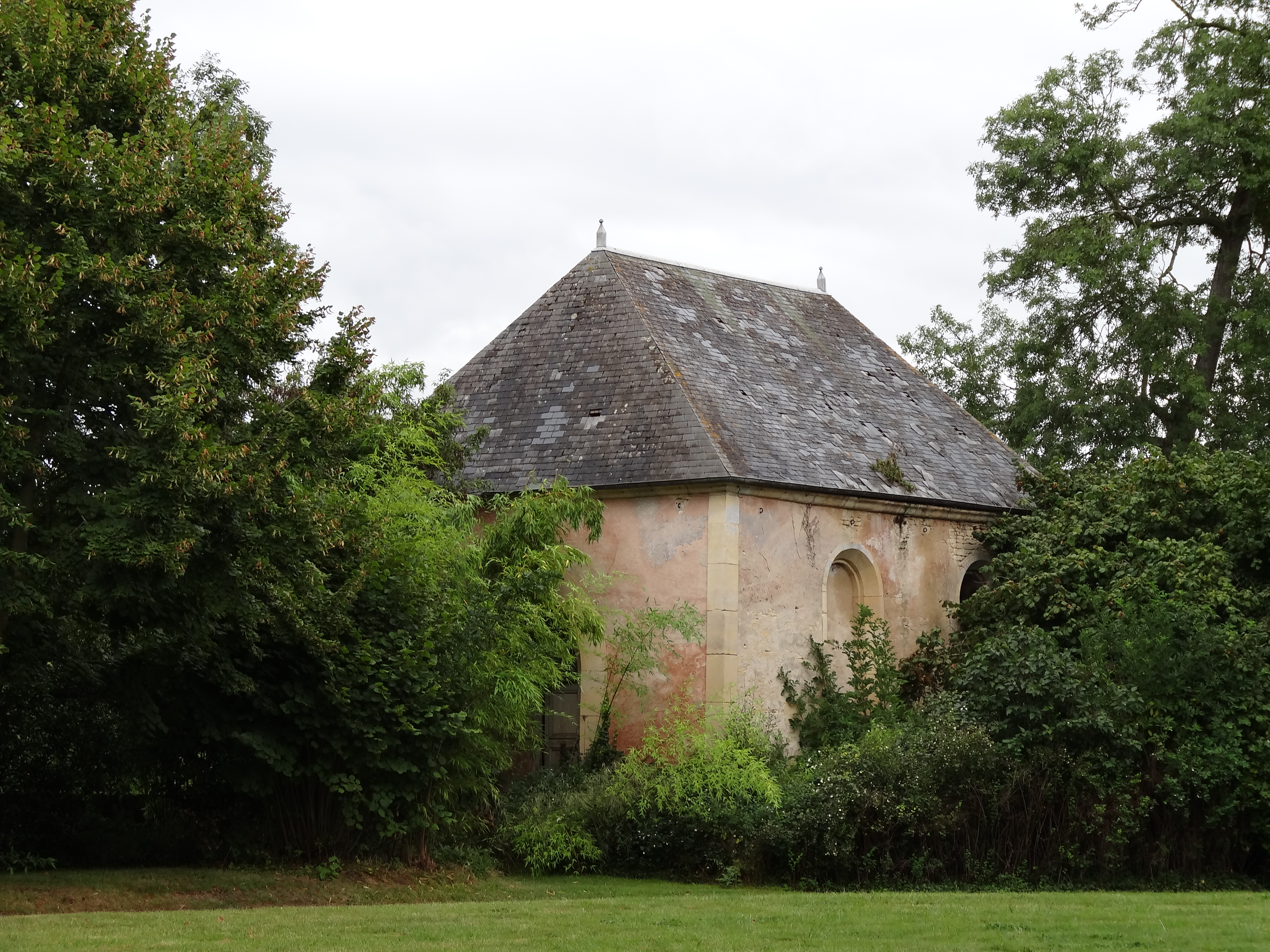
Bâtiment jumeau de la chapelle

Deux petits bâtiments semblables s'élèvent de chaque côté de l'entrée « formant un encadrement symétrique à la cour d'honneur ».Tous deux sont antérieurs au corps de logis actuel. L'un servait d'écurie et était surmonté d'un pigeonnier.
L'autre bâtiment est la chapelle du domaine. Une simple croix signale le caractère religieux de l'édifice. A l'intérieur une profusion de guirlandes de fruits et de sculptures représentant des têtes d'angelots joufflus et des putti affirme le style baroque préconisé par la Contre-Réforme. La chapelle Saint-Sauveur est mentionnée dans un acte de 1700 par lequel le Seigneur Antoine de Fresnel fait plusieurs donations destinées à la célébration de messes pour le salut de son âme et de celles de ses proches. Cet acte prouve également l'existence d'un château ou d'un manoir antérieur au château actuel.

Une remise, une grange et autres communs d'une part et des bâtiments de ferme d'autre part encadrent le corps de logis. 

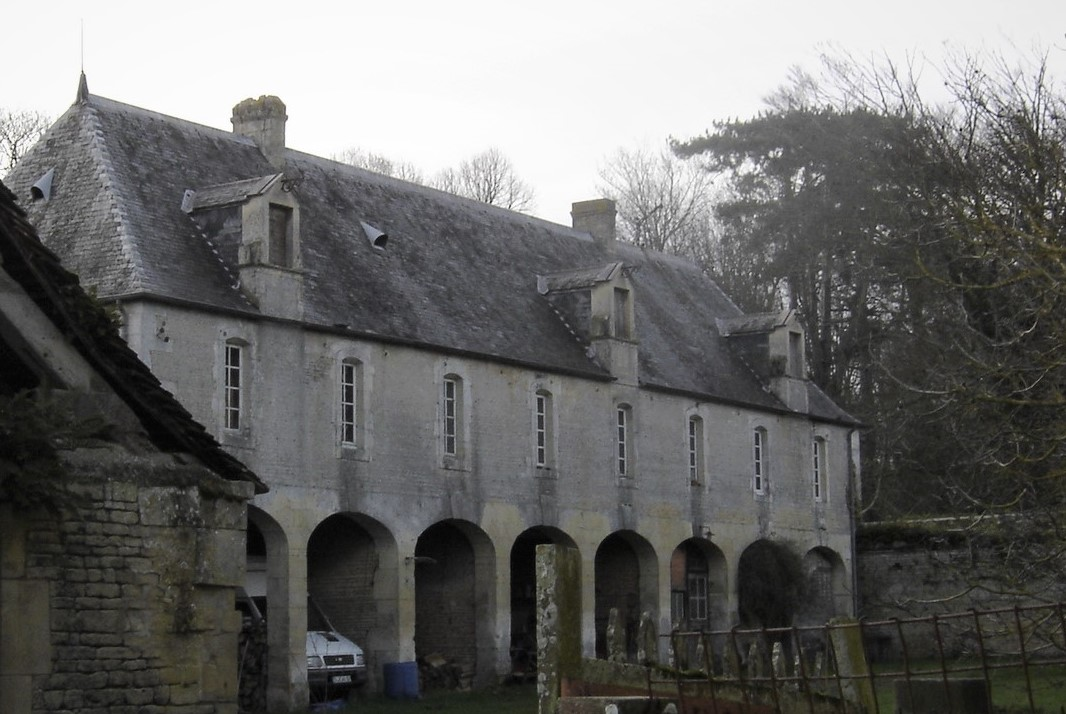
Château de Mathieu, Charreterie

La remise, charreterie, ou chartrie selon le terme normand se distingue des autres bâtiments agricoles par ses grandes dimensions.
Construite sur deux niveaux elle comporte huit travées ordonnées symétriquement. Le rez-de chaussée s'ouvre par de larges baies en anse-de-panier dont la clef est pendante. L'étage est éclairé par de hautes fenêtres au chambranle de pierre de taille. Le toit est percé par trois lucarnes pignon. Elles sont toutes trois soutenues par une importante allège en pierre. Deux cheminées laissent penser que l'étage était prévu pour le logement du personnel.
Derrière le château le parc est planté de grands arbres d'essences très diverses comme le catalpa, le noyer d'Amérique, le tilleul de Hollande, le hêtre pourpre et bien d'autres.